# Violet Bonham Carter

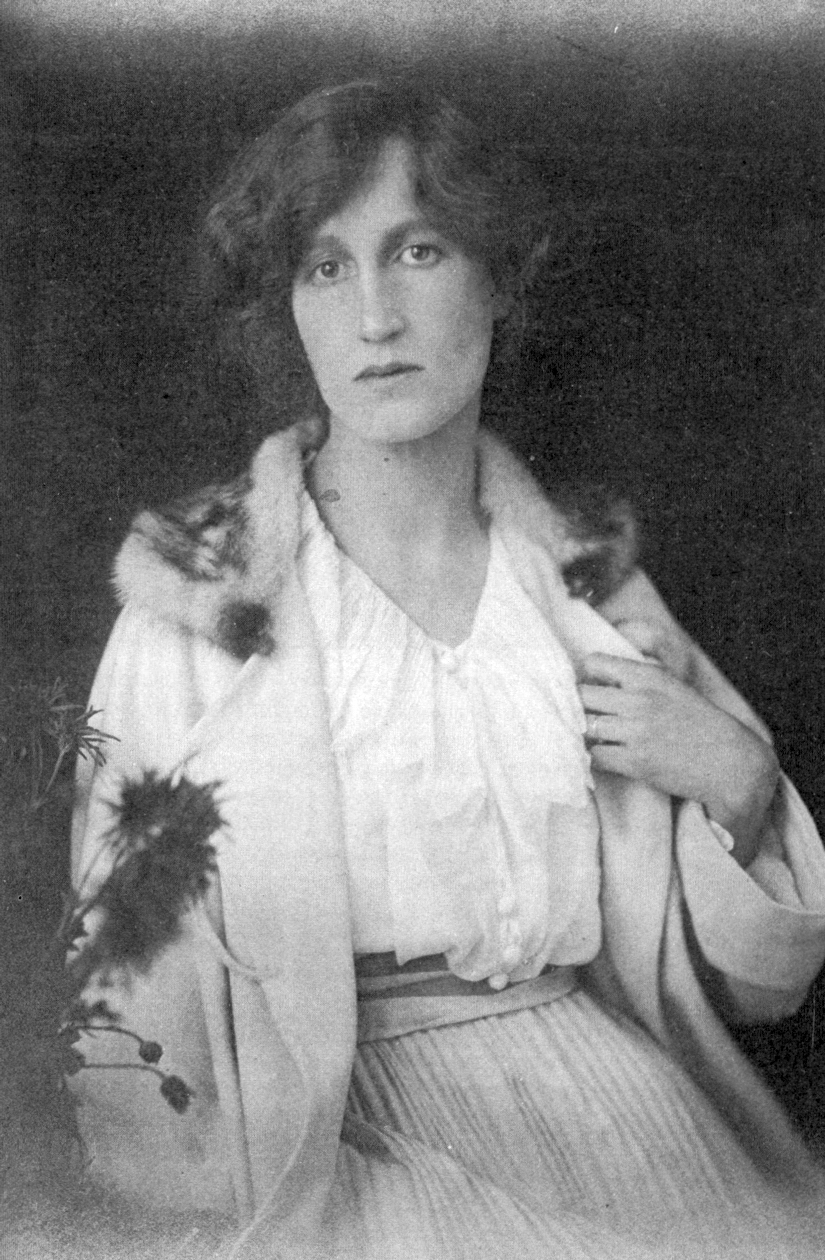
Violet Bonham-Carter (im November 1915)

Helen Violet Bonham Carter, Baroness Asquith of Yarnbury, geborene Asquith (* 15. April 1887 in Hampstead, London; † 19. Februar 1969 in London) war eine britische Politikerin.

## Leben und Wirken

### Jugend und frühe Laufbahn (1887–1920)
Violet Bonham Carter wurde 1887 als Violet Asquith geboren. Sie war die jüngste Tochter des liberalen Politikers und späteren britischen Premierministers Herbert Henry Asquith aus seiner ersten Ehe mit Helen Asquith.
Nach dem frühen Tod von Helen Asquith, die 1891 an Typhus starb, verheiratete sich Herbert Asquith in zweiter Ehe mit Margot Tennant, die so zu Violets Stiefmutter wurde.
Infolge des politischen Aufstiegs ihres Vaters wuchs Violet Asquith ab 1905 in der Londoner Downing Street auf, dem Wohnsitz der ranghöchsten Kabinettsmitglieder. Dort lebte die Familie Asquith zunächst von 1905 bis 1908, als Asquith in der Regierung Campbell-Bannerman als Finanzminister amtierte, in der Downing Street Nr. 11, und dann, nach der Bildung der Regierung Asquith im Frühjahr 1908, in der Nr. 10, der Residenz des Premierministers.
Aufgrund der Doppelfunktion der Downing Street als Wohnsitz und politischer Arbeitsstätte ihres Vaters als Regierungschef kam Violet Asquith bereits früh mit einer großen Zahl bedeutender politischer Figuren wie Reginald McKenna, David Lloyd George oder Lord Crewe in Kontakt. Ein besonders Vertrauensverhältnis entstand zu Winston Churchill, den ihr Vater 1908 ins Kabinett geholt hatte. Churchill, der ihr von allen Ministern ihres Vaters am nächsten stand, blieb Asquith bis zu seinem Tod in den 1960er Jahren freundschaftlich verbunden.
Asquiths Erinnerungen an ihre Jugendjahre in der Downing Street in den bewegten Jahren vor dem Ersten Weltkrieg warten mit einer großen Zahl von Beobachtungen und Eindrücken zu den entscheidenden Ereignissen und Personen dieser Zeit auf und gelten daher als eine wichtige und vielzitierte historische Quelle.

### Politische Karriere
Während des Niedergangs der Liberalen Partei in den 1920er Jahren trat Violet Asquith, seit 1915 verheiratete Bonham Carter, erstmals als unermüdliche Verteidigerin ihres Vaters politisch in Erscheinung, was diesem zur Last gelegt wurde. Von 1923 bis 1925 engagierte sie sich als Präsidentin der Women’s Liberal Federation, und von 1939 bis 1945 war sie Präsidentin der Liberal Party. In den 1920er und 1930er Jahren warnte sie mit zunehmender Resonanz vor den Gefahren des kontinentaleuropäischen Faschismus. Außerdem wirkte sie in vielen antifaschistischen Gruppen wie der Focus Group mit. 1945 ging sie aus der Unterhauswahl im Wahlbezirk Wells nur als Dritte hervor, 1951 kandidierte sie für den Sitz des Wahlkreises Colne Valley. Ihr alter Freund Churchill setzte durch, dass die Konservativen auf das Aufstellen eines eigenen Gegenkandidaten verzichteten, so dass sie einen knappen Sieg gegen den Labour-Kandidaten davontragen konnte. Sie trat darüber hinaus als politische Rednerin und Denkerin hervor, wobei sie stark dem klassischen Liberalismus nach der Prägung ihres Vaters verpflichtet war.
Außerhalb der politischen Sphäre betätigte sich Violet Bonham Carter u. a. von 1941 bis 1946 im Verwaltungsrat, dem sogenannten Board of Governors, der BBC und von 1945 bis 1969 des Old Vic Theatres. Daneben unterstützte sie die politischen Karrieren ihres Schwiegersohns Jo Grimond, ihres Sohns Mark und von Jeremy Thorpe. In Fernsehen und Radio gab sie häufig Statements zum zeitgenössischen Geschehen ab. Ab der Erhebung ihres Vaters zum Earl of Oxford and Asquith im Jahr 1925 führte Violet Bonham Carter den Höflichkeitstitel „Lady“. 1953 wurde sie als Dame Commander des Order of the British Empire in den Ritterstand erhoben. 1964 wurde sie als Baroness Asquith of Yarnbury, of Yarnbury in the County of Wilts, selbst auf Lebenszeit in den hohen Adelsstand erhoben.
Auch im hohen Alter war sie noch im House of Lords aktiv. Sie starb an einem Herzinfarkt.

## Familie und Nachkommen
Aus Violet Bonham Carters Ehe mit Sir Maurice Bonham Carter („Bongie“), dem Privatsekretär ihres Vaters, gingen vier Kinder hervor: Helen Bonham Carter, Mark Bonham Carter, Raymond Bonham Carter und Laura Bonham Carter. Zu ihren Schwiegersöhnen zählte der liberale Politiker Jo Grimond, der Ehemann ihrer Tochter Laura.
Zu ihren Enkelkindern gehören unter anderem die Schauspielerin Helena Bonham Carter und die Politikerin Jane Bonham Carter, Baroness Bonham-Carter of Yarnbury.

## Schriften
- Winston Churchill as I Knew Him. Eyre and Spottiswoode, 1965.
- Lantern Slides – The Diaries and Letters of Violet Bonham Carter, 1904–1914. Hrsg.: Mark Bonham Carter und Mark Pottle. Weidenfeld and Nicholson 1996.
- Champion Redoubtable – The Diaries and Letters of Violet Bonham Carter, 1914–1945. Hrsg.: Mark Pottle. Weidenfeld and Nicholson, 1998.
- Daring to Hope – The Diaries and Letters of Violet Bonham Carter, 1945–1969. Hrsg.: Mark Pottle. Weidenfeld and Nicholson, 2000.